# Jimmy Vasser

Vasser beim Champ-Car-Rennen in Long Beach 2008

Jimmy Vasser (* 20. November 1965 in Canoga Park, Los Angeles) ist ein ehemaliger US-amerikanischer Automobilrennfahrer und Gesamtsieger der Champ-Car-Saison 1996.

## Karriere
Nachdem er zuvor in der Toyota-Atlantic-Series angetreten war, schloss Vasser seine erste Champ-Car-Saison 1992 mit einem siebten Gesamtrang ab. Nach insgesamt 232 Rennen und dem Gesamtsieg 1996 in dieser Serie war er von 2004 bis zu dessen Auflösung 2017 Mitbesitzer des Teams KV Racing aktiv, für das in der Saison 2009 Mario Moraes und Paul Tracy in der IndyCar Series als Fahrer starteten. Selbst am Steuer wurde Vasser zuletzt im Januar 2009 gemeinsam unter anderen mit Jimmie Johnson Gesamt-Siebter beim 24-Stunden-Rennen von Daytona auf einem Pontiac.
Vasser lebt heute in Las Vegas.